# Elizabeth Fondal Neufeld
Elizabeth Neufeld, rozená Fondal (* 27. září 1928 Paříž) je francouzsko-americká molekulární bioložka a genetička, která se stala světově uznávanou díky výzkumu genetické podstaty metabolických onemocnění u lidí. V roce 1988 byla oceněna Wolfovou cenou za lékařství. Její práce vedla k léčbě mnoha metabolických onemocnění náhradou chybějícího enzymu.

## Život
Elizabeth Fondal a její ruská židovská rodina emigrovali do Spojených států amerických z Paříže v roce 1940, z Evropy odešli jako uprchlíci před nacistickým pronásledováním. Rodina se usadila v New Yorku, kde Elizabeth navštěvovala Hunter College High School a v roce 1948 získala bakalářský titul na Queens College. Poté pracovala jako výzkumná asistentka v Jacksonově laboratoři v Bar Harboru ve státě Maine, kde se zabývala krevními poruchami u myší. Později studovala na Kalifornské univerzitě v Berkeley, kde v roce 1956 získala doktorát za práci o nukleotidech a komplexních sacharidech.
Po postdoktorské stáži pracovala na různých ústavech v National Institutes of Health's (NIH, Národní zdravotní ústavy) v Bethesdě jako vědecká pracovnice v biochemii a od roku 1973 začala studovat skupinu vzácných genetických metabolických onemocnění. V roce 1984 se vrátila zpět do Kalifornie, tentokrát na Kalifornskou univerzitu v Los Angeles a stala se první ženou vedoucí katedru biologické chemie na lékařské fakultě. Tuto funkci zastávala až do roku 2004, kdy odešla do důchodu.
Elizabeth Fondal Neufeld je za svůj přínos vědě široce uznávána. Je členkou Národní akademie věd a Americké filozofické společnosti, v roce 1977 byla zvolena členkou Americké akademie umění a věd. Byla oceněna cenou Alberta Laskera za klinický lékařský výzkum (1982), Wolfovou cenou za lékařství (1988) a v roce 1994 jí prezident Bill Clinton předal Národní medaili za vědu „za přínos ke studiu lysozomálních metabolických chorob“.
Elizabeth Fondal se v roce 1951 provdala za Benjamina S. Neufelda a měli spolu dvě děti, Ellise j. a Sophii.

## Čestné doktoráty
- 1978 Univerzita Rene Descartese, Paříž, Francie
- 1981 Russell Sage College, Troy, New York, USA
- 1984 Hahnemann University School Medicine, Philadelphia, USA
- 1996 Queens College, New York, USA[5]